# تادیا کاچار
تادیا کاچار (بوسنیایی: Tadija Kačar؛ زادهٔ ۵ ژانویهٔ ۱۹۵۶) بوکسور بوسنیایی‌تبار اهل یوگسلاوی بود.